# Александар Морфидис-Нисис
Александар Морфидис-Нисис (Ниш, 1803 — Нови Сад, 9. март 1878) био је композитор, наставник музике и хоровођа. Студирао медицину и филозофију, али није завршио студије. Знање немачког, француског, грчког и латинског омогућило му је да подучава класичне језике у Загребу, Вршцу, Темишвару и Осијеку. У Нови Сад долази 1838. године, где ради као наставник ноталног певања и као хоровођа у Српској гимназији. Упоредо држи и часове клавира. Године 1848. оснива приватну музичку школу. Између 1864. и 1867. године са својим ученицима приређује беседе у Новом Саду, појављујући се повремено у улози солисте. У цркву уводи нотално певање, а 1841. или 1842. компонује Литургију коју изводи са својим гимназијским хором. Компонује клавирске композиције, углавном салонског и играчког карактера. Валцери Поздрав српским девама сматрају се први представницима овог жанра у српској клавирској литератури. Поред валцера издвајају се и две полке-мазурке La jolie Bayadere и La Favorite и кадрил Un souvenir de deux yeux. Морфидисова Велика полонеза представља једини пример овог жанрау српској клавирској музици, а његова клавирска етида уједно је и и једина сачувана клавирска етида у српској музици до 1914. године. За живота уживао је велико поштовање у Новом Саду. 

## Дела
- A quelles graces, полка
- Грчка даворија (Greki sta armata Greki)
- Гудба сватовска, за гласовир у четири руке
- из опере Fra diavolo и La Muette de Portici
- Je ne pense qu' a toi
- Cotillon pour le piano
- La Marseillaise, речи и музика Рожеа де Л'Истеа
- La plus belle journée de ma vie, валцери за клавир
- Мачванка
- Лепа маца, марш за клавир
- Одзив из Пољске за гласовир
- Potpurri élegant surdes melodie Slaves
- Прица пева ономе који јој је крила дао, валцер
- Радо иде Србин у војнике (Serbischer Marches), fur das Pianofort
- Спаваћа песма
- Спавај ми чедо
- Српски победни марш
- Syrmier коло
- Fantasie über des Motifs Der Tiroler und sein kind
- Шафран, руска песма
- Chantes Serbes:
  1. Праг је овог милог српства, давориа, marziale
  2. Сабљо моја
  3. Ја сам Србин српски син
  4. Љубица мома
  5. Ти си душо лепо цвеће
  6. Без тебе драга не могу
  7. Параћинка
  8. Ти не буди луда
  9. Chantes Slaves